# 912
Il 912 (CMXII in numeri romani) è un anno bisestile del X secolo.

## Eventi

### Per luogo

#### Europa
- Enrico l'Uccellatore diviene duca di Sassonia e Turingia
- Alessandro viene associato al trono del fratello Leone VI
- Orso II Participazio diventa Doge di Venezia

### Per argomento

#### Religione
- Nicola I Mistico diventa Patriarca di Costantinopoli

#### Astronomia
- 18 luglio - Sedicesimo passaggio noto della Cometa di Halley al perielio, registrato in annali europei e cinesi. (Evento astronomico 1P/912 J1).

## Nati
- 29 aprile - Minamoto no Mitsunaka, militare giapponese († 997)
- 23 novembre - Ottone I di Sassonia, sovrano tedesco († 973)
- Ibrahim ibn Ya'qub, diplomatico arabo († 966)
- Nakatsukasa, poeta giapponese († 991)
- Willa III d'Arles, nobile francese

## Morti
- 6 aprile - Notker I di San Gallo, abate, poeta e compositore tedesco (n. 840)
- 11 maggio - Leone VI il Saggio, imperatore bizantino (n. 866)
- 15 ottobre - Abd Allah ibn Muhammad, emiro (n. 844)
- 30 novembre - Ottone I di Sassonia, nobile tedesco
- Anna di Costantinopoli, principessa bizantina (n. 888)
- Qusta ibn Luqa, medico (n. 820)
- Oleg di Kiev, principe russo
- Smbat I, sovrano armeno (n. 850)
- Muqaddam ibn Muafá, poeta arabo (n. 847)
- Ahmad ibn Yusuf, matematico, astronomo e medico arabo (n. 835)

## Calendario
| Calendario 912 | Calendario 912 | Calendario 912 | Calendario 912 | Calendario 912 | Calendario 912 | Calendario 912 | Calendario 912 | Calendario 912 | Calendario 912 | Calendario 912 | Calendario 912 | Calendario 912 | Calendario 912 | Calendario 912 | Calendario 912 | Calendario 912 | Calendario 912 | Calendario 912 | Calendario 912 | Calendario 912 | Calendario 912 | Calendario 912 | Calendario 912 | Calendario 912 | Calendario 912 | Calendario 912 | Calendario 912 | Calendario 912 | Calendario 912 | Calendario 912 | Calendario 912 | Calendario 912 |
| -------------- | -------------- | -------------- | -------------- | -------------- | -------------- | -------------- | -------------- | -------------- | -------------- | -------------- | -------------- | -------------- | -------------- | -------------- | -------------- | -------------- | -------------- | -------------- | -------------- | -------------- | -------------- | -------------- | -------------- | -------------- | -------------- | -------------- | -------------- | -------------- | -------------- | -------------- | -------------- | -------------- |
|                | 1              | 2              | 3              | 4              | 5              | 6              | 7              | 8              | 9              | 10             | 11             | 12             | 13             | 14             | 15             | 16             | 17             | 18             | 19             | 20             | 21             | 22             | 23             | 24             | 25             | 26             | 27             | 28             | 29             | 30             | 31             |                |
| Gennaio        | Me             | Gi             | Ve             | Sa             | Do             | Lu             | Ma             | Me             | Gi             | Ve             | Sa             | Do             | Lu             | Ma             | Me             | Gi             | Ve             | Sa             | Do             | Lu             | Ma             | Me             | Gi             | Ve             | Sa             | Do             | Lu             | Ma             | Me             | Gi             | Ve             |                |
| Febbraio       | Sa             | Do             | Lu             | Ma             | Me             | Gi             | Ve             | Sa             | Do             | Lu             | Ma             | Me             | Gi             | Ve             | Sa             | Do             | Lu             | Ma             | Me             | Gi             | Ve             | Sa             | Do             | Lu             | Ma             | Me             | Gi             | Ve             | Sa             |                |                |                |
| Marzo          | Do             | Lu             | Ma             | Me             | Gi             | Ve             | Sa             | Do             | Lu             | Ma             | Me             | Gi             | Ve             | Sa             | Do             | Lu             | Ma             | Me             | Gi             | Ve             | Sa             | Do             | Lu             | Ma             | Me             | Gi             | Ve             | Sa             | Do             | Lu             | Ma             |                |
| Aprile         | Me             | Gi             | Ve             | Sa             | Do             | Lu             | Ma             | Me             | Gi             | Ve             | Sa             | Do             | Lu             | Ma             | Me             | Gi             | Ve             | Sa             | Do             | Lu             | Ma             | Me             | Gi             | Ve             | Sa             | Do             | Lu             | Ma             | Me             | Gi             |                |                |
| Maggio         | Ve             | Sa             | Do             | Lu             | Ma             | Me             | Gi             | Ve             | Sa             | Do             | Lu             | Ma             | Me             | Gi             | Ve             | Sa             | Do             | Lu             | Ma             | Me             | Gi             | Ve             | Sa             | Do             | Lu             | Ma             | Me             | Gi             | Ve             | Sa             | Do             |                |
| Giugno         | Lu             | Ma             | Me             | Gi             | Ve             | Sa             | Do             | Lu             | Ma             | Me             | Gi             | Ve             | Sa             | Do             | Lu             | Ma             | Me             | Gi             | Ve             | Sa             | Do             | Lu             | Ma             | Me             | Gi             | Ve             | Sa             | Do             | Lu             | Ma             |                |                |
| Luglio         | Me             | Gi             | Ve             | Sa             | Do             | Lu             | Ma             | Me             | Gi             | Ve             | Sa             | Do             | Lu             | Ma             | Me             | Gi             | Ve             | Sa             | Do             | Lu             | Ma             | Me             | Gi             | Ve             | Sa             | Do             | Lu             | Ma             | Me             | Gi             | Ve             |                |
| Agosto         | Sa             | Do             | Lu             | Ma             | Me             | Gi             | Ve             | Sa             | Do             | Lu             | Ma             | Me             | Gi             | Ve             | Sa             | Do             | Lu             | Ma             | Me             | Gi             | Ve             | Sa             | Do             | Lu             | Ma             | Me             | Gi             | Ve             | Sa             | Do             | Lu             |                |
| Settembre      | Ma             | Me             | Gi             | Ve             | Sa             | Do             | Lu             | Ma             | Me             | Gi             | Ve             | Sa             | Do             | Lu             | Ma             | Me             | Gi             | Ve             | Sa             | Do             | Lu             | Ma             | Me             | Gi             | Ve             | Sa             | Do             | Lu             | Ma             | Me             |                |                |
| Ottobre        | Gi             | Ve             | Sa             | Do             | Lu             | Ma             | Me             | Gi             | Ve             | Sa             | Do             | Lu             | Ma             | Me             | Gi             | Ve             | Sa             | Do             | Lu             | Ma             | Me             | Gi             | Ve             | Sa             | Do             | Lu             | Ma             | Me             | Gi             | Ve             | Sa             |                |
| Novembre       | Do             | Lu             | Ma             | Me             | Gi             | Ve             | Sa             | Do             | Lu             | Ma             | Me             | Gi             | Ve             | Sa             | Do             | Lu             | Ma             | Me             | Gi             | Ve             | Sa             | Do             | Lu             | Ma             | Me             | Gi             | Ve             | Sa             | Do             | Lu             |                |                |
| Dicembre       | Ma             | Me             | Gi             | Ve             | Sa             | Do             | Lu             | Ma             | Me             | Gi             | Ve             | Sa             | Do             | Lu             | Ma             | Me             | Gi             | Ve             | Sa             | Do             | Lu             | Ma             | Me             | Gi             | Ve             | Sa             | Do             | Lu             | Ma             | Me             | Gi             |                |